# 基馬魯米山
9°28′34″S 77°21′21″W / 9.47611°S 77.35583°W
基馬魯米山（Quimarumi），是秘魯的山峰，位於該國北部安卡什大區，由瓦拉斯省的瓦拉斯區負責管轄，屬於布蘭卡山脈的一部分，海拔高度5,459米。